# Henry Alford
Henry Alford (Londres, 7 de outubro de 1810 — Cantuária, 12 de janeiro de 1871) foi um clérigo, teólogo, crítico textual, erudito, poeta, hinógrafo e escritor inglês.

## Biografia
Alford nasceu em Londres, de uma família de Somerset, que tinha produzido cinco gerações consecutivas de clérigos para a Igreja Anglicana. Os primeiros anos de Alford foram passados com seu pai viúvo, que era coadjutor de Steeple Ashton, em Wiltshire. Foi um garoto precoce, e antes dos dez anos tinha escrito várias odes em latim, uma história dos judeus e uma série de esboços homiléticos. Depois de um curso escolar itinerante, ingressou no Trinity College, Cambridge, em 1827 e formou-se em 1834.

## Serviço
Em 6 de novembro de 1834 foi ordenado padre em Londres, e no ano seguinte iniciou seu mandato de dezoito anos da paróquia de Wymeswold em Leicestershire. Foi professor de Teologia em Cambridge, em 1841 e 1842, e de forma constante construiu uma reputação como estudioso e pregador, o que poderia ter sido maior se não fosse por suas excursões em poesias menores e edição de revistas.
Em 1844, juntou-se à Cambridge Camden Society (CCS), que publicava um jornal mensal visando assessorar os construtores de igrejas em seus projetos, e defendendo o retorno a um estilo medieval de arquitetura da igreja na Inglaterra. Contratou Augustus Welby Pugin para restaurar a igreja de Santa Maria. Foi também membro da Metaphysical Society, fundada em 1869 por James Knowles.
Em setembro de 1853, Alford mudou-se para Quebec Chapel, Marylebone, em Londres, onde tinha uma grande congregação. Em março de 1857, Lorde Palmerston o nomeou deão do capítulo da catedral de Cantuária, onde, até sua morte, viveu o mesmo estilo de vida energético e diversificado de sempre. Era amigo da maioria dos seus contemporâneos eminentes, e foi muito amado por seu caráter amável. A inscrição na sua tumba, escolhida por ele mesmo, é Diversorium Viatoris Hierosolymam Proficiscentis ("a pousada de um viajante em seu caminho para Jerusalém").

## Trabalhos publicados
Alford foi um artista talentoso, como mostra seu livro de ilustrações, The Riviera (1870), e tinha muito talento mecânico e musical. Além de editar as obras de John Donne, publicou vários volumes de suas próprias poesias, The School of the Heart (1835), The Abbot of Muchelnaye (1841), The Greek Testament. The Four Gospels (1849), e uma série de hinos, sendo os mais conhecidos: "Forward! be our watchword," "Come, ye thankful people, come", e "Ten thousand times ten thousand". Traduziu a Odisseia, escreveu um manual bem conhecido de expressão idiomática, A Plea for the Queen's English (1863), e foi o primeiro editor da Contemporary Review (1866–1870).
Sua fama principal decorre de sua monumental edição do Novo Testamento em Grego (4 volumes), que o ocupou de 1841 a 1861. Neste trabalho, primeiro produziu um agrupamento cuidadoso das leituras dos principais manuscritos e as pesquisas dos mais destacados estudiosos de seu tempo. Mais preocupado com a filologia do que com a teologia, esta obra marcou uma mudança de época do antigo comentário homilético, para uma pesquisa mais recente, patrística e papiral, que alterou muito o método exegese do Novo Testamento. O trabalho de Alford ainda é uma rica fonte, onde o aluno pode colher grande informação.
A sua Vida, escrita por sua viúva, foi publicada em 1873 (Rivington).